# Prova masculina de Sabre individual als JJOO París 2024
La prova masculina de Sabre individual als Jocs Olímpics de París 2024 serà la 30a edició de l'esdeveniment masculí en unes Olimpíades. La prova es disputarà el 27 de juliol del 2024 al Grand Palais de la capital francesa.
L'hongarès Áron Szilágyi és l'actual campió de la disciplina olímpica després de guanyar l'or als Jocs Olímpics de Tòquio 2020, per davant de l'italià Luigi Samele i del sud-coreà Kim Jung-hwan, que van guanyar la medalla de plata i de bronze respectivament. Szilágyi ha guanyat les últimes tres edicions de la disciplina olímpica a Tòquio 2020, Rio 2016 i Londres 2012.
L'equip d'Hongria, és amb diferència la selecció més guardonada, amb 15 medalles d'or, 7 medalles de plata i 8 medalles de bronze, en les 29 edicions que la prova de Sabre individual masculina ha estat present als Jocs Olímpics. L'hongarès Áron Szilágyi, amb 3 medalles d'or, és l'espadatxí amb més medalles en la història de la competició i és l'unic esgrimista masculí que ha aconseguit fer-ho en 3 jocs consecutius.

## Format
Els 34 participants classificats, entraran en un sorteig amb caps de sèrie i es realitzaran els quadres d'eliminatòries. El jugador que guanyi el combat avançarà de ronda i el que perdi quedarà eliminat. Els dos tiradors que guanyin la semifinal, disputaran la final per aconseguir la medalla d'or i de plata i els perdedors s'enfrontaran per aconseguir la medalla de bronze. El guanyador de tots els combats serà qui arribi primer als 15 tocs.

## Classificació
34 esgrimistes es classificaran per la prova de Sabre individual masculí. L'1 d'abril de 2024 es va tancar el rànquing d'equips senior oficial de la Federació Internacional d'Esgrima (FIE). Corea del Sud, Estats Units, Hongria i França, van ser les 4 seleccions que van quedar en els llocs més alts del rànquing. A part, també es va classificar Itàlia com a millor selecció europea (5a posició), l'Iran com a millor selecció d'Àsia-Oceania (7a posició), Egipte com a millor selecció d'Àfrica (8a posició) i el Canadà com a millor selecció d'Amèrica (10a posició). Les 8 seleccions han classificat a 3 esportistes cadascuna. Les següents 6 places s'han aconseguit mitjançant el rànquing individual sènior de la FIE, que s'ha tancat a la mateixa data. Només s'han pogut classificar els atletes els quals el seu equip no estigués classificat. Sandro Bazadze per Geòrgia (1a posició) i Matyas Szabo per Alemanya (8a posició), van aconseguir els bitllets europeus. Farès Ferjani per Tunísia (14a posició) va aconseguir la plaça africana, Kento Yoshida pel Japó (17a posició) i Yousef Alshamlan per Kuwait (31a posició) van obtenir les places d'Àsia-Oceania i Pascual di Tella per Argentina (36a posició) va aconseguir la plaça americana. Les 4 últimes places, es van decidir en els esdeveniments de classificació per zones, on el guanyador de cada torneig es va classificar per la prova olímpica. Cal tenir en compte que cada país només podia tenir un màxim de 3 atletes a la prova.
| Esdeveniment                       | Places | País          | Atleta           |
| ---------------------------------- | ------ | ------------- | ---------------- |
| Rànquing equips                    | 24     | Corea del Sud |                  |
| Rànquing equips                    | 24     | Corea del Sud |                  |
| Rànquing equips                    | 24     | Corea del Sud |                  |
| Rànquing equips                    | 24     | Estats Units  | Eli Dershwitz    |
| Rànquing equips                    | 24     | Estats Units  | Colin Heathcock  |
| Rànquing equips                    | 24     | Estats Units  | Mitchell Saron   |
| Rànquing equips                    | 24     | Hongria       |                  |
| Rànquing equips                    | 24     |               |                  |
| Rànquing equips                    | 24     |               |                  |
| Rànquing equips                    | 24     | França        |                  |
| Rànquing equips                    | 24     |               |                  |
| Rànquing equips                    | 24     |               |                  |
| Rànquing equips                    | 24     | Itàlia        |                  |
| Rànquing equips                    | 24     |               |                  |
| Rànquing equips                    | 24     |               |                  |
| Rànquing equips                    | 24     | Iran          |                  |
| Rànquing equips                    | 24     |               |                  |
| Rànquing equips                    | 24     |               |                  |
| Rànquing equips                    | 24     | Egipte        |                  |
| Rànquing equips                    | 24     |               |                  |
| Rànquing equips                    | 24     |               |                  |
| Rànquing equips                    | 24     | Canadà        |                  |
| Rànquing equips                    | 24     |               |                  |
| Rànquing equips                    | 24     |               |                  |
| Rànquing individual Europa         | 2      | Geòrgia       | Sandro Bazadze   |
| Rànquing individual Europa         | 2      | Alemanya      | Matyas Szabo     |
| Rànquing individual Àsia-Oceania   | 2      | Japó          | Kento Yoshida    |
| Rànquing individual Àsia-Oceania   | 2      | Kuwait        | Yousef Alshamlan |
| Rànquing individual Àfrica         | 1      | Tunísia       | Farès Ferjani    |
| Rànquing individual Amèrica        | 1      | Argentina     | Pascual di Tella |
| Torneig classificació Amèrica      | 1      | Mèxic         | Gibran Zea       |
| Torneig classificació Àfrica       | 1      | Níger         | Evann Girault    |
| Torneig classificació Europa       | 1      | Turquia       | Enver Yildirim   |
| Torneig classificació Àsia-Oceania | 1      | Xina          | Shen Chenpeng    |

## Medaller històric
| Posició | País          | Or | Argent | Bronze | Total |
| ------- | ------------- | -- | ------ | ------ | ----- |
| 1       | Hongria       | 15 | 7      | 8      | 30    |
| 2       | França        | 3  | 5      | 2      | 10    |
| 3       | URSS          | 3  | 3      | 4      | 10    |
| 4       | Itàlia        | 2  | 8      | 3      | 13    |
| 5       | Polònia       | 1  | 2      | 0      | 3     |
| 6       | Rússia        | 1  | 1      | 1      | 3     |
| 7       | Grècia        | 1  | 1      | 0      | 2     |
| 8       | Romania       | 1  | 0      | 1      | 2     |
| 9       | Xina          | 1  | 0      | 0      | 1     |
| 9       | Cuba          | 1  | 0      | 0      | 1     |
| 11      | Estats Units  | 0  | 2      | 2      | 4     |
| 12      | Corea del Sud | 0  | 0      | 2      | 2     |
| 13      | Ucraïna       | 0  | 0      | 1      | 1     |
| 13      | Alemanya      | 0  | 0      | 1      | 1     |
| 13      | Països Baixos | 0  | 0      | 1      | 1     |
| 13      | Bohèmia       | 0  | 0      | 1      | 1     |
| 13      | Àustria       | 0  | 0      | 1      | 1     |
| 13      | Dinamarca     | 0  | 0      | 1      | 1     |